# Inés Ferrer Suárez
Inés Ferrer Suárez (1 de junio de 1990) es una tenista profesional de España que ha ganado dos títulos individuales y ocho de dobles en la Federación Internacional de Tenis.

## Trayectoria
En 2009 se impuso en el torneo de Tortosa y en 2010 en el torneo de Asunción, ambos dotados de un premio de 10000 dólares, y ambos disputados en tierra batida.
En la especialidad de dobles se impuso en 2010 en el torneo de Mont-De-Marsan y en el de Mallorca, el primero dotado de 25000 dólares y el segundo de 10000 y celebrados ambos en tierra batida. Al año siguiente ganó tres torneos más, el de Santa Coloma De Farners (10000 dólares), el de Benicarló de 25000 dólares y el de Santiago, también de 25000 dólares y todos ellos en tierra batida. En 2012 ganó también el título de Olomouc dotado de 100000 dólares, y nuevamente en tierra batida. En 2014 ha vuelto a ganar en la tierra de Mallorca (10000 dólares) y en Montpellier dotado de 25000 dólares junto a la también española Sara Sorribes Tormo

## Ranking
| Año  | Individuales | Dobles |
| 2013 | 399          | 161    |
| 2012 | 209          | 134    |
| 2011 | 274          | 204    |
| 2010 | 409          | 269    |
| 2009 | 567          | 602    |
| 2008 | 907          |        |
| 2007 | 718          |        |
| 2006 | 1262         |        |